# Passo del Grosté

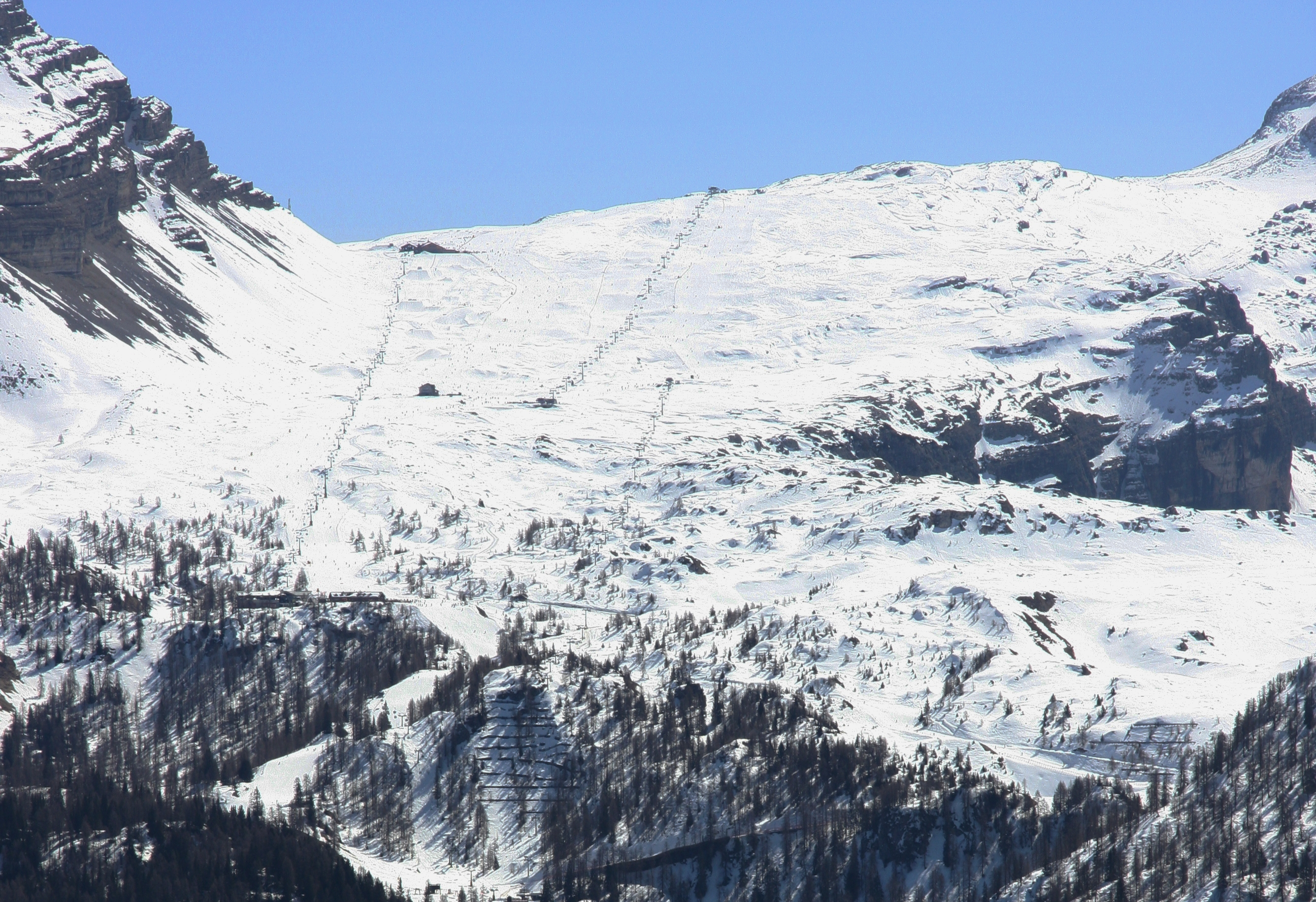
Widok na przełęcz Passo Grosté i stację narciarską ze zbocza Monte Vigo

Passo del Grosté, Passo Grosté – przełęcz znajdująca się na wysokości 2442 m n.p.m. we włoskich Dolomitach. Tworzy ona szerokie, płaskie obniżenie pomiędzy należącymi do łańcucha Grupy Brenta szczytami Cima Grosté (2905 m) i Pietra Grande (2936 m). 
Kilkadziesiąt metrów powyżej przełęczy znajduje się końcowa stacja wyciągów krzesełkowych, a około 200 m poniżej schronisko i stacja końcowa kolejki gondolowej z Madonna di Campiglio. Pozwala to na uprawianie narciarstwa przez ponad 6 miesięcy w roku. Latem jest to miejsce wypadowe na urwiste szczyty masywu Grupy Brenta z najwyższym szczytem Cima Brenta (3151 m n.p.m.).